# Sala kommun, Lettland
Sala kommun (lettiska: Salas novads) var en kommun i Lettland. Den låg i den sydöstra delen av landet, cirka 110 kilometer sydost om huvudstaden Riga. Antalet invånare var 4 415. Arean var 318 kvadratkilometer. Kommunens centralort var Sala.
2021 slogs kommun samman med Jēkabpils kommun.

## Geografi
Terrängen i Sala kommun var platt.

### Sjöar
- Vīķu Ezers

### Vattendrag
- Podvāze

### Våtmarker
- Alinānu Purvs (sumpmark)
- Gargrodes Purvs (mosse)
- Rožu Purvs (sumpmark)